# Damian Green
Damian Howard Green (Barry, Wales, 17 januari 1956) is een Brits politicus van de Conservative Party. Hij is lid van het Lagerhuis voor Ashford sinds 1997.
Green was van 2010 tot 2017 bewindspersoon in de kabinetten-Cameron I (2010–2014), May I (2016–2017) en May II (2017). Hij was onderminister voor Immigratie van 2010 tot 2012 en onderminister voor Openbare Veiligheid van 2012 tot 2014, minister van Arbeid en Pensioenen van 2016 tot 2017 en First Secretary of State en minister voor Kabinet Zaken in 2017.
- Gemeinsame Normdatei: 171610296
- International Standard Name Identifier: 0000 0000 3922 8898
- Library of Congress Control Number: no91018384
- Nationale Bibliotheek van Israël: 987007453885005171
- Système universitaire de documentation: 087635755
- Virtual International Authority File: 66033739
- WorldCat: E39PBJg4jTJXRcyxJhddWK6qcP